# Bussi sul Tirino
Bussi sul Tirino – miejscowość i gmina we Włoszech, w regionie Abruzja, w prowincji Pescara.
Według danych na rok 2004 gminę zamieszkuje 2977 osób, 114,5 os./km².

## Galeria

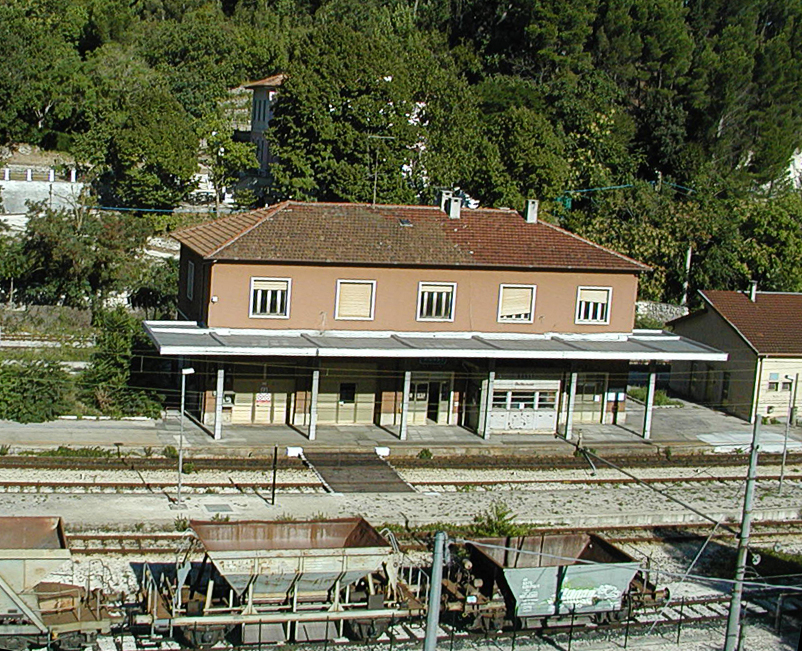
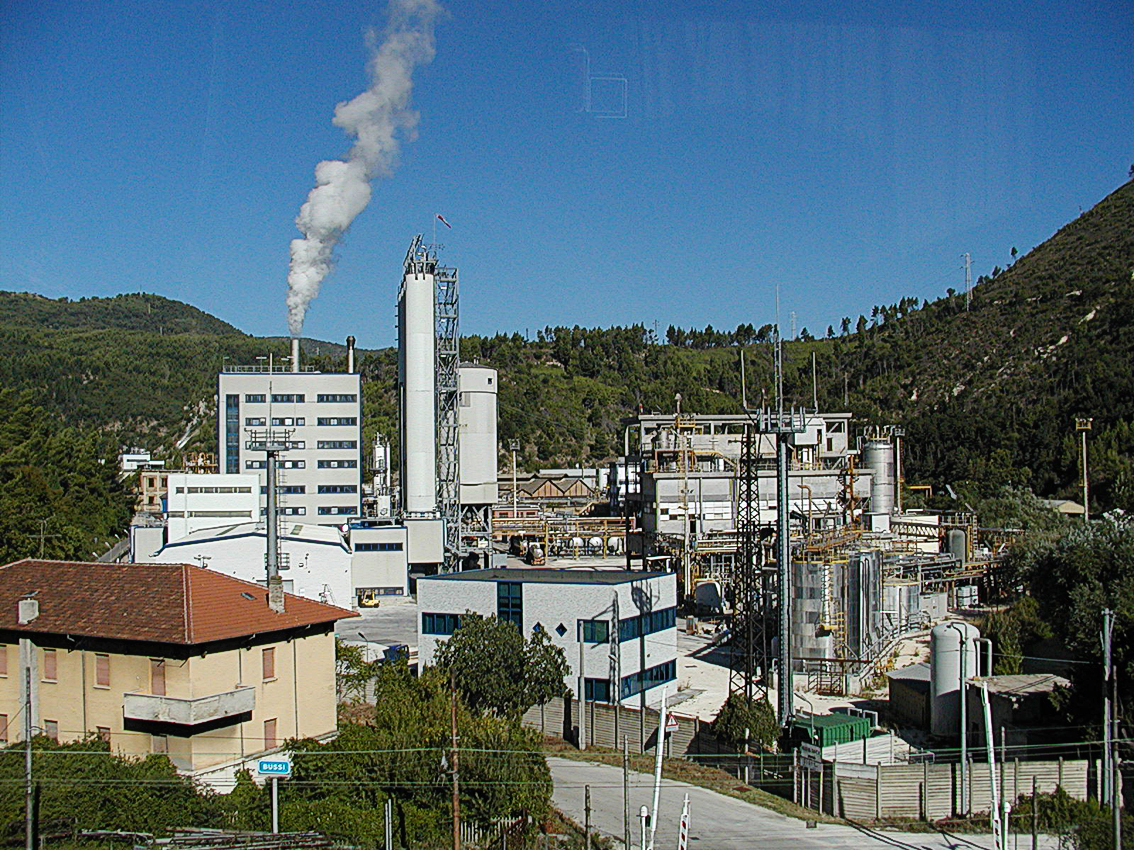